# 驀進街
『驀進街』（ばくしんがい）は1932年に日本で制作されたサイレント映画。宝塚キネマ製作。

## スタッフ
- 監督 : 大江秀夫
- 脚本 : 大江異都子
- 原作 : 今井伸二
- 撮影 : 柾木四平

## キャスト
- 隼秀人
- 片山伸二
- 都賀静子
- 川島奈美子